# CHANDELIER
『CHANDELIER』（シャンデリア）は2009年3月4日 に発売された石井竜也13枚目のスタジオ・アルバム。

## 解説
筒美京平から6曲、初の楽曲提供を受ける。
初回盤はミュージック・ビデオとロングインタビュー収録DVD付。初回盤と通常盤でジャケットが異なる。

## 収録曲
作詞・作曲：石井竜也（特記以外）

### DISC 1 (CD)
1. 濡れ濡れドジャブ恋愛
（編曲：伊藤隆博）
「社交ディスコとはこういうものである」という音を具現化させたと石井は語っている。この曲のタイトルは「仮歌の段階で付けたいい加減なタイトル」をそのままつけた[3]。
2. DANCE IN LOVE
（作曲：筒美京平　編曲:CHOKKAKU）
25thシングル。
3. 夢の恋は
（作曲：筒美京平　編曲:CHOKKAKU）
「年を重ねた男の後悔の中に漂う叙情感」を抜き取り、ひとつの作品として完成させた曲。
4. Poison Snake
（編曲：柿崎洋一郎）
この曲で歌われている「毒蛇」とは「男性という生き物ならば、必ずや1匹秘めているオイタをしてしまう毒蛇」のことである。
5. アクセス
（作曲：筒美京平　編曲:CHOKKAKU）
身分違いの恋にアクセク[4]してしまう心情を歌った曲。この曲には携帯電話のメール着信音が使われている[5]。
6. BODY & SOUL
（編曲：伊藤隆博）
7. 青空に逃げろ
（編曲：伊藤隆博）
ユニバーサルチャンネル『石井竜也のArt or Not?』オープニングテーマ[6]。
実は駆け落ちの歌。
8. 妖精
（作曲：筒美京平　編曲:柿崎洋一郎）
西日本鉄道『西鉄電車』CMソング[7]。
『石弐 〜Best of Best〜』にも収録されている。
9. にがい涙
（作詞：安井かずみ　作曲：筒美京平　編曲：柿崎洋一郎）
25thシングルの2曲目。スリーディグリーズのカヴァー。
10. 蜃気楼
（作曲：筒美京平　編曲:柿崎洋一郎）
11. ホンキダヨネ?
（編曲：柿崎洋一郎）
12. Love Song For You
（編曲：伊藤隆博）
『石弐 〜Best of Best〜』に「Orchestra Ver.」として収録。

### DISC 2 （初回盤DVD）
1. DANCE IN LOVE -Video Clip-
2. TATUYA ISHII Special Long Interview
3. DANCE IN LOVE -T.I Edit Version-

- 隠しトラックとして「DANCE IN LOVE -裏-」が収録されている。メインメニューで (裏)[8]にカーソルを合わせて実行キーを押すことで再生できる。